# Ligne de tramway 6 (SNCV Groupe de Namur)
La ligne 6 d'après son numéro de tableau horaire est une ancienne ligne de tramway du Groupe de Namur de la Société nationale des chemins de fer vicinaux (SNCV) qui a fonctionné entre le 1er mai 1913 et le 16 mai 1953.

## Histoire
Le 17 mai 1952, le service est supprimé entre Namur et Profondeville et avec lui l'indice 4, le tram est remplacé par une ligne d'autobus. Cette substitution s'accompagne d'un gain de temps, le trajet passant de quinze à onze minutes entre Namur et les Briqueteries et de trente à vingt minutes entre Namur et Wépion FoozFooz,.

Elle est supprimée le 16 mai 1953 et remplacée par une ligne d'autobus.

## Exploitation

### Horaires
Tableaux :
- 544/548 (1931)[4], numéro n°544 partagé avec la ligne à traction autonome 544/1 Namur - Saint-Gérard et pour le n°548 entre les lignes urbaines de Namur 3, 5 et 8 et la ligne électrique 6.
- 635 et 637 en 1950, le numéro 637 est partagé entre les lignes urbaines 3, 5, 7, 8 et la ligne 6[5].